# Hästbo Kvarndamm
Hästbo Kvarndamm är en sjö i Hofors kommun i Gästrikland och ingår i Gavleåns huvudavrinningsområde.